# Ieper Groep
De Ieper Groep (sic) is een set van sedimentlagen in de ondergrond van het noordwesten van België. De groep bestaat uit drie mariene formaties uit het geologisch tijdperk Ypresiaan (55 tot 49 miljoen jaar geleden, Vroeg-Eoceen). Zowel de groep als het tijdperk zijn genoemd naar de plaats Ieper (Frans: Ypres) in West-Vlaanderen.
De drie mariene formaties:
- de Formatie van Kortrijk bestaat voornamelijk uit klei en komt voor in het westen en midden van België.
- de Formatie van Tielt bestaat uit fijne zanden en is te vinden in de ondergrond van het westen en midden van België.
- de Formatie van Gentbrugge bestaat uit kleien, silten en fijne zanden en dagzoomt in Oost- en West-Vlaanderen.

De Ieper Groep ligt stratigrafisch boven op de Landen Groep (Boven-Paleoceen) en onder de Zenne Groep (eveneens Onder-Eoceen: Ypresien tot Lutetien). In tegenstelling tot de Zenne Groep komen de formaties van de Ieper Groep ook verder naar het zuiden voor, tot in het Bekken van Bergen.